# Sara Larsson
Sara Larsson est une footballeuse internationale suédoise née le 26 avril 1979 à Kristinehamn. Actuellement avec le KIF Örebro DFF, elle évolue au poste d'arrière latéral.

## Palmarès
- Coupe de Suède : (2)

Vainqueur en 2006 et 2008